# Poblat ibèric del Far
El poblat ibèric del Far o del Turó del Vent és un assentament iber de la tribu dels laietans, situat al Turó de la Majordoma, a Llinars del Vallès, dominant la plana del Vallès Oriental, declarat bé cultural d'interès local.
El turó del Vent, com a turó, seria al costat, error que comporta dificultats de localització per molts visitants. La primera nota escrita que tenim del Turó del Vent és l’any 1903 quan el geògraf Carreras Candi va descriure els vestigis que es conservaven, on localitzava la muralla oriental avui dia perduda. A l’entrada dels anys trenta, els historiadors i arqueòlegs Marià Ribas (1932) i Josep de C. Serra Ràfols (1942) varen fer un primer aixecament topogràfic i visitaren el jaciment observant les restes visibles. Josep Estrada (1955) també va conèixer el jaciment de primera mà, qui va proposar que l’indret estaria ocupat al segle II-I aC, i encarregà a Joan Pla i Gras, un erudit de Llinars, l’excavació del Turó del Vent entre els anys seixanta i setanta durant la construcció i ampliació de la carretera. Aquestes intervencions va propiciar que l’Institut d’Arqueologia i Prehistòria agafés el relleu de les excavacions l’any 1980 actuant a la zona central. Malauradament, les activitats furtives varen continuar, fins que l’any 1984, el Turó del Vent es va beneficiar del Pla de Solidartitat amb l’Atur, i un equip d’arqueòlegs es va encarregar de la direcció, amb la coordinació del Jordi Pardo que van realitzar diferents sondejos per delimitar l’assentament i caracteritzar-lo, però després de set mesos d’excavació, es va publicar una memòria de mínims, deixant molt material sense estudiar. Més endavant es van anar publicant estudis ceràmics sense context per anar traient a la llum els diferents resultats de les intervencions.
Des de l'any 2017, ininterrompudament, hi ha un projecte de recerca i recuperació del jaciment que s'ha centrat en l'excavació del sector sud de l'assentament, dirigit per l'associació Laietània Arqueologia i Patrimoni (LAIPAT), associació sense ànim de lucre que també excava el Poblat ibèric del Turó de Céllecs.
S'hi accedeix des de la ctra. B-510, de Llinars a Dosrius, s'agafa el camí del Far, al parc del Montnegre i el Corredor. Passat el desviament de Castell del Far a 300 m, el poblat ibèric es troba en ambdós costats del camí dins d'una zona coberta de bosc mixt de pi i alzina.

## Descripció
L'assentament no és un poblat com els habituals de la Laietània, sinó que és un centre categoritzat com a centre econòmic especialitzat. Tot i la gran extensió no sembla que estigui densament poblat, sinó que les activitats econòmiques hi juguen un rol molt important, amb una gran quantitat de sitges que s'estenen al llarg de, com a mínim, tres turons, proporcionant una capacitat d'emmagatzematge de cereal que no pot ser per a l'autoabastiment, sinó com a centre logístic que redistribuiria els recursos agrícoles de les zones properes del Vallès Oriental cap a la costa, on hi trobaríem la capital dels Laietans, Burriac. Tanmateix, no només hi ha una gran quantitat d'emmagatzematge de cereal, sinó que la producció tèxtil jugaria un paper clau en aquest assentament, amb la troballa de nombroses evidències d'aquest tipus de treball. Finalment, també hi ha troballes que evidencien una transformació metal·lúrgica important, com la troballa del 2023 d'un conjunt de peces de ferro apilades totes juntes per a la reparació o reforja, com a xatarra.

Per finalitzar, cal destacar que aquest gran centre logístic tindria un moment de gran importància al voltant del 200 aC, moment en el qual Catalunya esdevé una zona de conflicte per l'arribada dels romans, durant la Segona Guerra Púnica i la posterior revolta contra els romans, sufocada per Cató el 195 aC.